# Petorca
Petorca – miasto w Chile, w regionie Valparaíso, w prowincji Petorca.